# Brabançonne

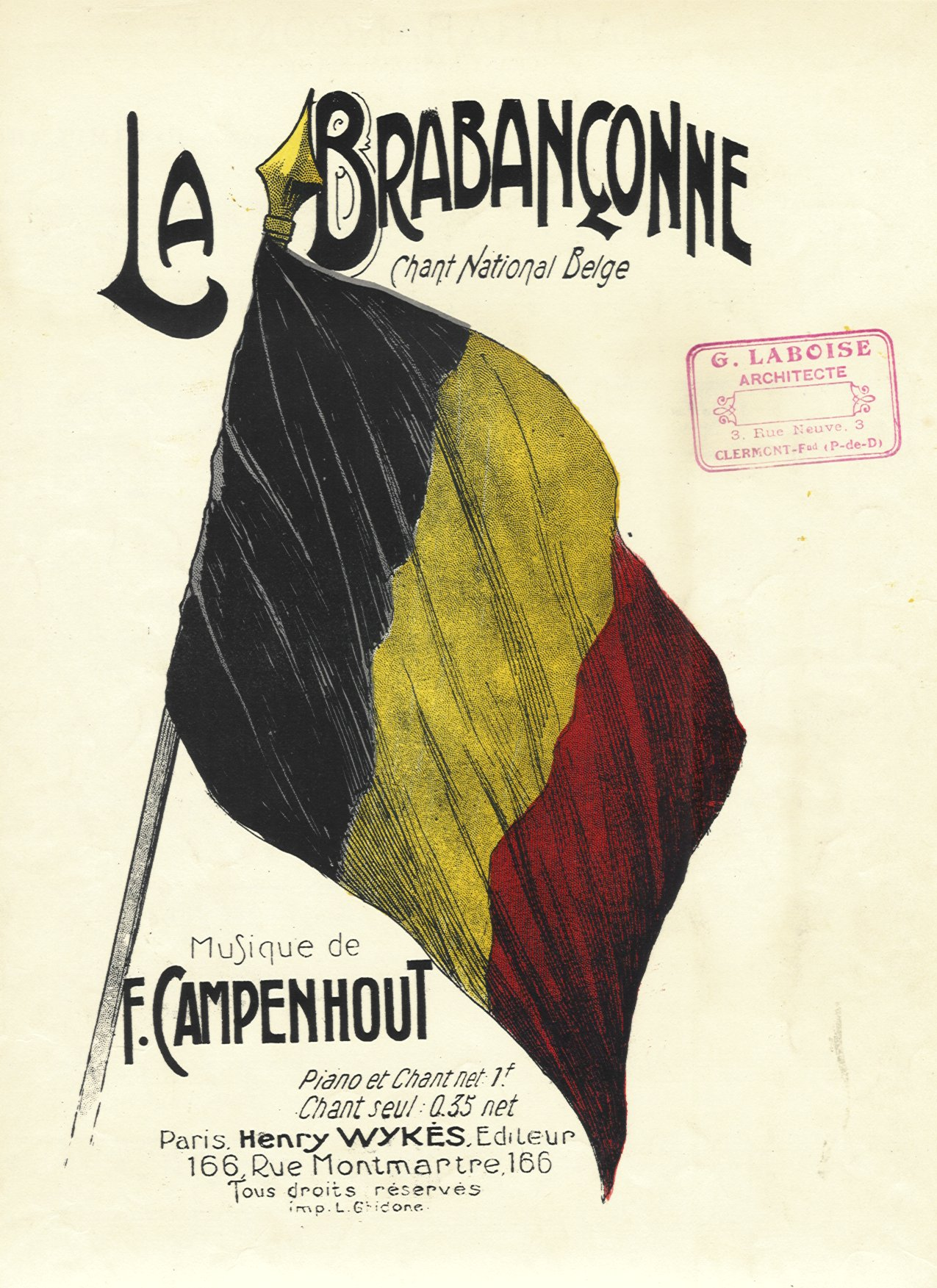
Partitur till La Brabançonne från cirka 1910.

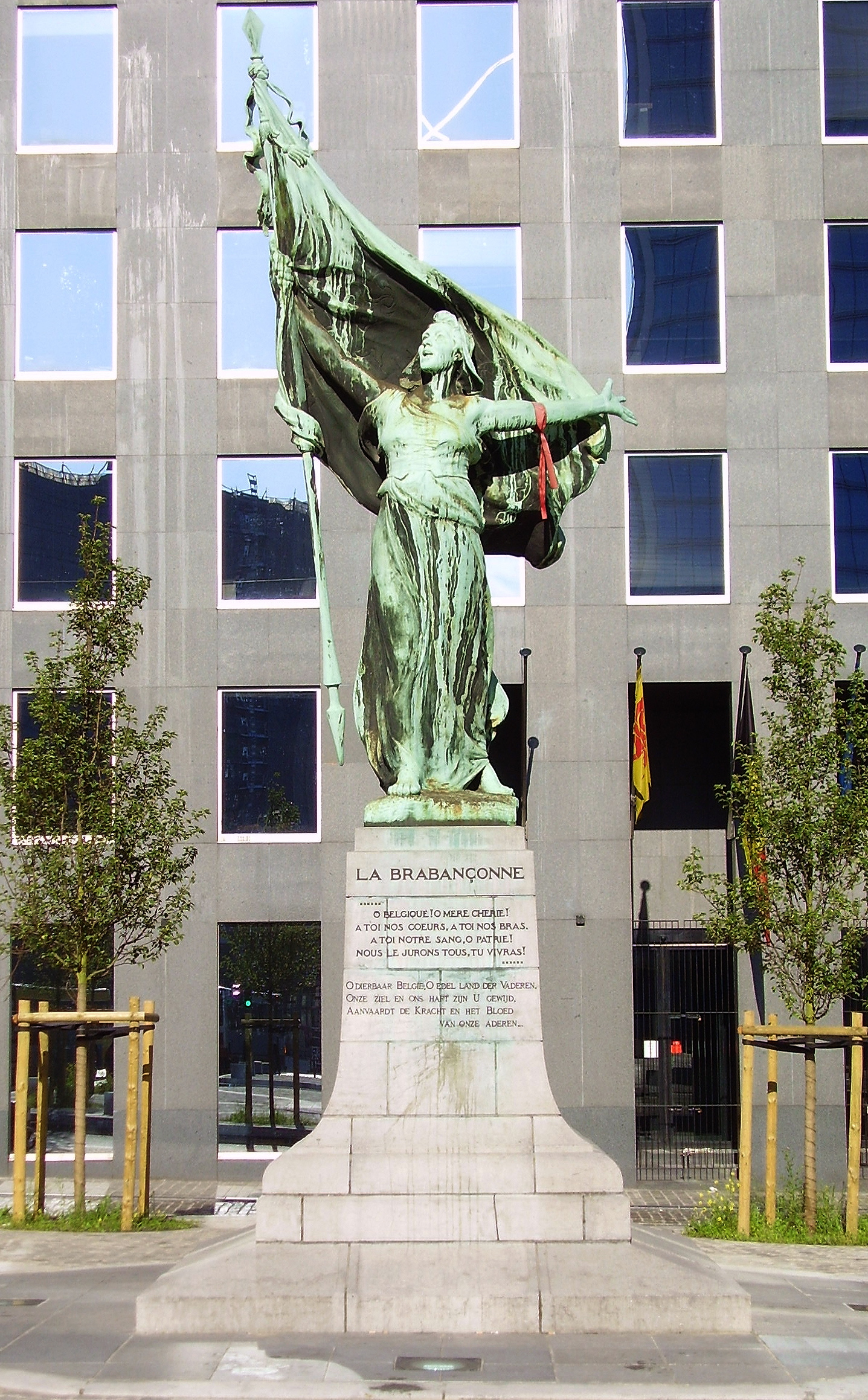
Monument över La Brabançonne i Bryssel uppfört 1930, vid 100-årsjubileet av Belgiens bildade.

La Brabançonne är Belgiens nationalsång. Namnet Brabançonne betyder sången om Brabant. Den finns i tre officiella versioner, på Belgiens tre officiella språk franska (La Brabançonne), nederländska (De Brabançonne) och tyska (Das Lied von Brabant).
Endast en vers av Brabançonne utgör officiell nationalsång. Denna vers avslutas med frasen "konungen, lagen, friheten" som en hänvisning till Belgien som konstitutionell monarki.

## Historik
Ursprungsversionen av La Brabançonne, en dikt med fyra verser på franska, skrevs av den franske skådespelaren Jenneval (Hyppolyte-Louis-Alexandre Dechet, 1803-1830) i samband med belgiska revolutionen 1830, då han var verksam i Bryssel. Jenneval anslöt sig till en frikår och stupade senare samma år. Dikten tonsattes en kort tid efter den skrevs, av François Van Campenhout. Versionen av år 1830 var starkt polemisk mot Oranien-anhängarna och anti-nederländsk, vilket efter en tid kom att ses som besvärande i det tvåspråkiga Belgien. En omarbetad version togs därför fram år 1860 av den belgiske premiärministern Charles Rogier och en kommitté av diktare. Rogiers version undgick dock inte kritik, och många strofer i den ansågs svårsjungna, men upprepade försök att revidera sången ledde inte till någon enighet. 1921 utfärdades därför en ministerrekommendation att endast den fjärde versen i Rogier-versionen skulle sjungas. (Detta är den fetstilsmarkerade texten nedan.) Detta bekräftades 1959 av en kommission som hade utsetts 1951 för att studera frågan.
De första nederländska översättningarna dök upp i slutet av 1800-talet. Vlaamse Akademie utlyste 1922 en tävling i syfte att få till en officiell översättning, men inget av 161 inskickade förslag ansågs duga. Den version som blev officiell lär istället vara en tolkning från 1933 av Leo Goemans, och denna bekräftades som officiell i en ministerskrivelse år 1938.

## Fransk version
Versen markerad i fetstil utgör officiell nationalsång.
Noble Belgique, ô mère chérie,

A toi nos coeurs, à toi nos bras,

A toi notre sang, ô Patrie !

Nous le jurons tous, tu vivras !

Tu vivras toujours grande et belle

Et ton invincible unité

Aura pour devise immortelle :

le Roi, la Loi, la Liberté !

le Roi, la Loi, la Liberté !

le Roi, la Loi, la Liberté !

Après des siècles, des siècles d'esclavage,

Le belge sortant du tombeau

A reconquis par son courage

Son nom ses droits et son drapeau.

Et ta main souveraine et fière,

Peuple désormais indompté,

Grava sur ta vieille banière :

"Le Roi, la Loi, la Liberté" 

"Le Roi, la Loi, la Liberté" 

"Le Roi, la Loi, la Liberté" 

Marche de ton pas énergique,

Marche de progrès en progrès!

Dieu qui protège la Belgique

Souris à tes males succès.

Travaillons! Notre labeur donne

A nos champs la fécondité

Et la splendeur des arts couronne

Le Roi, la Loi, la Liberté

Le Roi, la Loi, la Liberté

Le Roi, la Loi, la Liberté

Ô Belgique! Ô Mère chérie!

A toi nos coeurs, à toi nos bras.

A toi notre sang, ô Patrie

Nous le jurons tous, tu vivras.

Tu vivras toujours fière et belle,

Plus grande en ta forte unité

Gardant, pour devise éternelle

Le Roi, la Loi, la Liberté 

Le Roi, la Loi, la Liberté 

Le Roi, la Loi, la Liberté

## Nederländsk version
Versen markerad i fetstil utgör officiell nationalsång.
O dierbaar België

O heilig land der vaad'ren

Onze ziel en ons hart zijn u gewijd. 

Aanvaard ons kracht en het bloed van onze ad'ren,

Wees ons doel in arbeid en in strijd.

Bloei, o land, in eendracht niet te breken;

Wees immer u zelf en ongeknecht,

Het woord getrouw, dat g' onbevreesd moogt spreken:

Voor Vorst, voor Vrijheid en voor Recht.

Het woord getrouw, dat g' onbevreesd moogt spreken:

Voor Vorst, voor Vrijheid en voor Recht.

Voor Vorst, voor Vrijheid en voor Recht.

Voor Vorst, voor Vrijheid en voor Recht.

O Vaderland, o edel land der Belgen,

Zo machtig steeds door moed en werkzaamheid,

De wereld ziet verwonderd uwe telgen,

Aan 't hoofd van kunst, van handel, nijverheid.

De vrijheidszon giet licht op uwe wegen,

En onbevreesd staart gij de toekomst aan.

Gij mint uw Vorst, zijn liefde stroomt u tegen,

Zijn hand geleidt u op de gloriebaan.

Gij mint uw Vorst, zijn liefde stroomt u tegen,

Zijn hand geleidt u op de gloriebaan.

Zijn hand geleidt u op de gloriebaan.

Zijn hand geleidt u op de gloriebaan. 

Juicht Belgen, juicht in brede vol' akkoorden

Van Haspengouw tot aan het Vlaamse strand,

Van Noord tot Zuid, langs Maas- en Scheldeboorden,

Juicht, Belgen juicht, door gans het Vaderland.

Een man'lijk volk moet man'lijk kunnen zingen,

Terwijl het hart naar eed'le fierheid streeft.

Nooit zal men ons van onze haard verdringen

Zolang een Belg, 't zij Waal of Vlaming leeft.

Nooit zal men ons van onse haard verdringen

Zolang een Belg, 't zij Waal of Vlaming leeft.

Zolang een Belg, 't zij Waal of Vlaming leeft. 

Zolang een Belg, 't zij Waal of Vlaming leeft.

## Tysk version
Versen markerad i fetstil utgör officiell nationalsång.
Nach fremder Knechtschaft dumpfen Zeiten

Entstieg der Belgier dem Grab

Durch seinen Mut sich zu erstreiten

Was Banner, Recht, ihm gab.

Und deine Hand, die stolze, hehre,

O Volk, das einst an Ketten zog,

Grub in den Schild der alten Ehre:

„Gesetz und König und die Freiheit hoch!”.

Grub in den Schild der alten Ehre:

„Gesetz und König und die Freiheit hoch!”.

„Gesetz und König und die Freiheit hoch!”

„Gesetz und König und die Freiheit hoch!”

Nun schreite dein festen Bahnen,

Von Glück zu Glück, von Nacht zu Nacht,

Gott, der beschützet Belgiens Mannen,

Auf deine Wohlfahrt hat bedacht.

Zur Arbeit Auf! Uns winkt zum Lohne

In Feldern reiche Ernte noch;

Im Glanz der Künste strahlt die Krone -

Gesetz und König und die Freiheit hoch!

Im Glanz der Künste strahlt die Krone -

Gesetz und König und die Freiheit hoch!

Gesetz und König und die Freiheit hoch!

Gesetz und König und die Freiheit hoch!

O liebes Land, o Belgiens Erde,

Dir unser Herz, Dir unsere Hand,

Dir unser Blut, dem Heimatherde,

Wir schwören's Dir, o Vaterland!

So blühe froh in voller Schöne,

Zu der die Freiheit Dich erzog,

Und fortan singen Deine Söhne;

Gesetz und König und die Freiheit hoch!

Und fortan singen Deine Söhne;

Gesetz und König und die Freiheit hoch!

Gesetz und König und die Freiheit hoch!

Gesetz und König und die Freiheit hoch!